# Roszki-Wodźki
Roszki-Wodźki – wieś w Polsce położona w województwie podlaskim, w powiecie białostockim, w gminie Łapy.
Wieś razem z polami zajmuje obszar 428 ha.
W latach 1975–1998 miejscowość administracyjnie należała do województwa białostockiego.
Przez miejscowość przebiega droga wojewódzka nr 681.
6 sierpnia 1944 wycofujące się oddziały Wehrmachtu otoczyły i spacyfikowały wieś. Niemcy rozstrzelali 15 osób.
Wierni kościoła rzymskokatolickiego należą do parafii św. Michała Archanioła w Płonce Kościelnej.

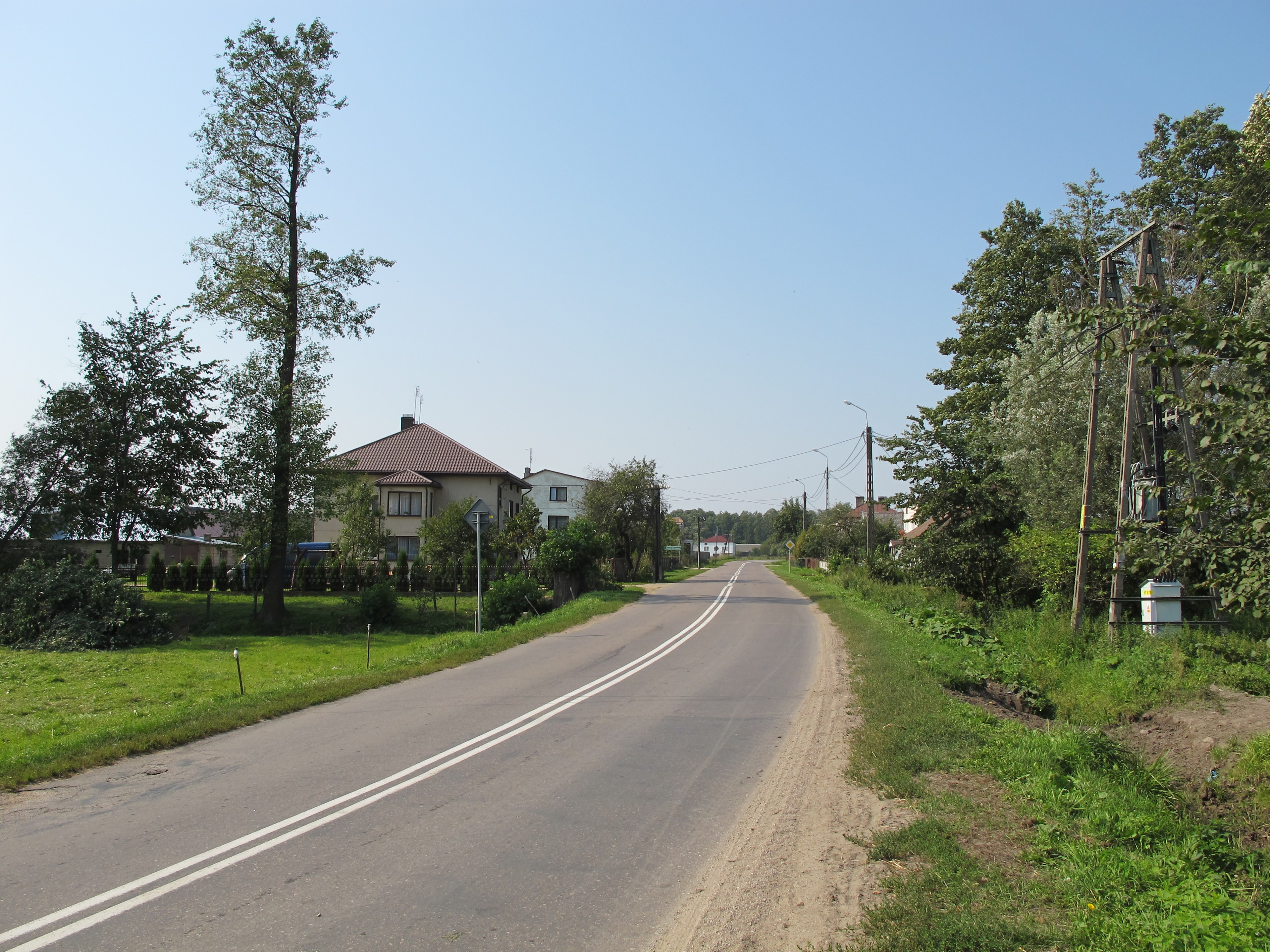
Ulica we wsi
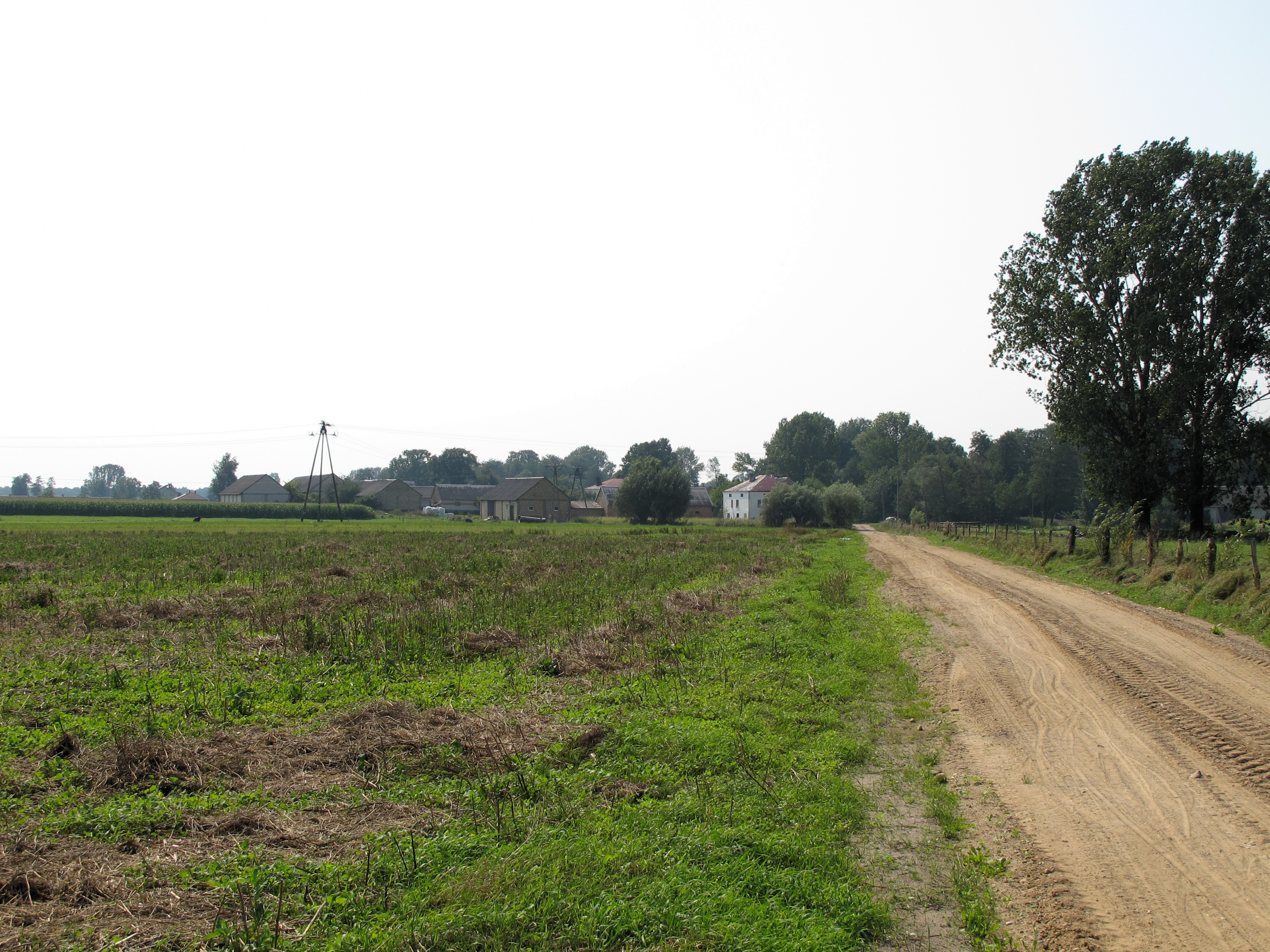
Droga we wsi
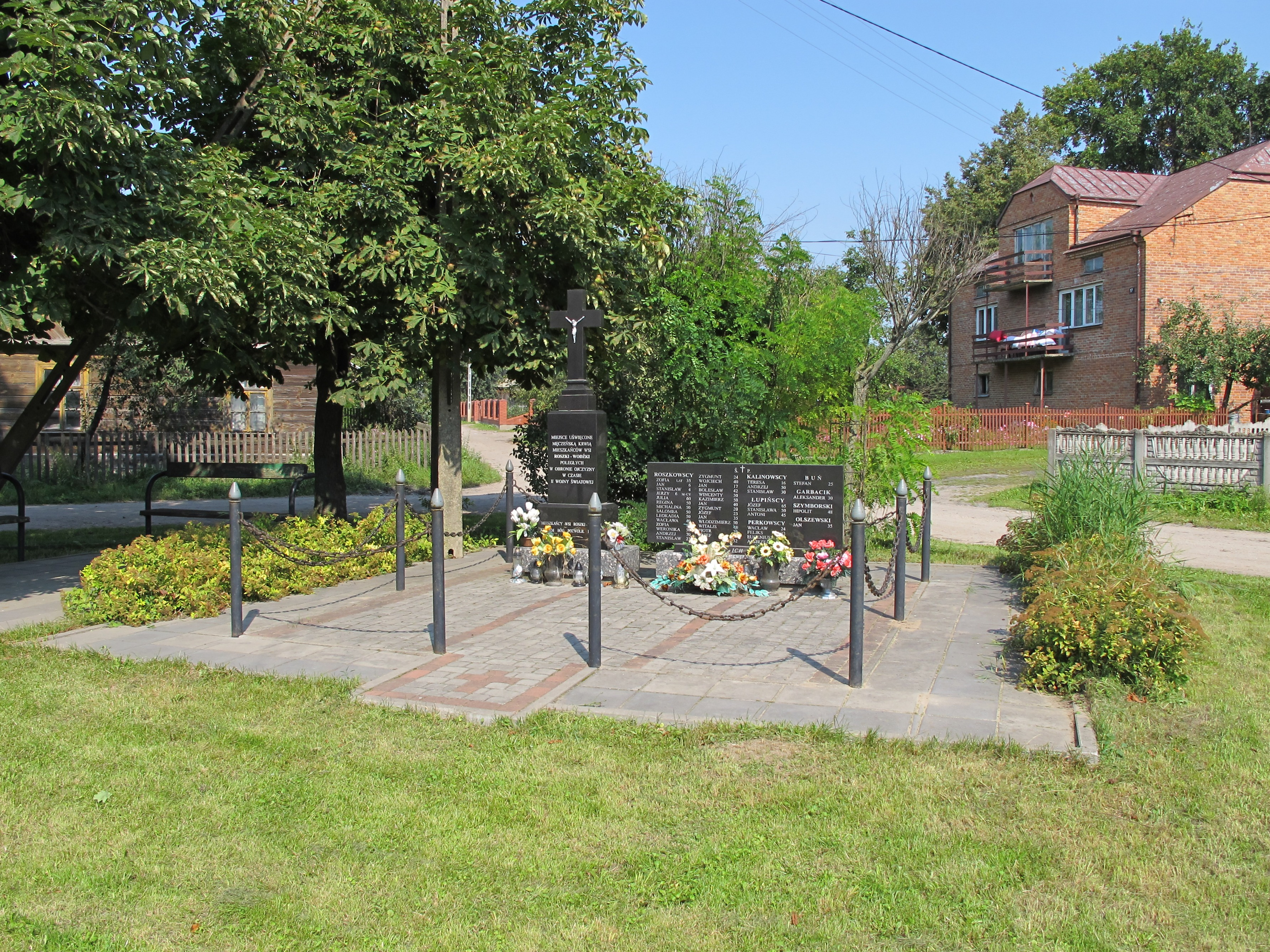
Pomnik ofiar pacyfikacji